# Szymanów (Goździelin)
Szymanów – część wsi Goździelin w Polsce, położona w województwie świętokrzyskim, w powiecie ostrowieckim, w gminie Bodzechów.
W latach 1975–1998 Szymanów administracyjnie należał do województwa kieleckiego.